# Maillé (Indre-et-Loire)
Maillé település Franciaországban, Indre-et-Loire megyében. Lakosainak száma 559 fő (2022. január 1.). Maillé La Celle-Saint-Avant, Draché, Nouâtre, Pouzay és Sainte-Maure-de-Touraine községekkel határos.

## Népesség
A település népességének változása:
| Lakosok száma | 587  | 580  | 594  | 619  | 594  | 580  | 578  | 568  | 563  | 559  |
|               | 1968 | 1982 | 1990 | 2006 | 2013 | 2015 | 2017 | 2019 | 2020 | 2022 |